# Hemigraphis
Genre
Classification APG III (2009)
Hemigraphis est un genre de plantes à fleurs de la famille des Acanthaceae.

## Liste d'espèces
Selon NCBI (3 Aug 2010) :
- Hemigraphis alternata
- Hemigraphis bakeri
- Hemigraphis blumeana
- Hemigraphis ciliata
- Hemigraphis confinis
- Hemigraphis cumingiana
- Hemigraphis diversifolia
- Hemigraphis fruticulosa
- Hemigraphis glaucescens
- Hemigraphis griffithiana
- Hemigraphis hirsutissima
- Hemigraphis hirta
- Hemigraphis latebrosa
- Hemigraphis okamotoi
- Hemigraphis pachyphylla
- Hemigraphis quadrifaria
- Hemigraphis repanda
- Hemigraphis reptans
- Hemigraphis rhytiphylla
- Hemigraphis ridleyi
- Hemigraphis urens
- Hemigraphis viridis
- Hemigraphis sp. Henry 12915

Selon ITIS (3 Aug 2010) :
- Hemigraphis alternata (Burm. f.) T. Anders.
- Hemigraphis reptans (G. Forst.) T. Anders. ex Hemsl.